# L'Aprestadora Espanyola
L'Aprestadora Espanyola era una fàbrica del barri de Santa Eulàlia de l'Hospitalet de Llobregat, que ha donat nom a un carrer de la ciutat, antiga carretera del Mig i camí de la Barca del Prat.

## Història i descripció

### Prat dels Maons
El 1800, Pere Jaume Fraginals i Pere Fàbregas i Casafont, en nom de la raó social Antoni Marimon i Cia (els altres socis de la qual eren Eulàlia Marimon, esposa de Pere Fàbregas, i Josep Fuster i Bosch), adquiriren als síndics dels creditors del fabricant d'indianes Anton Ruiz un prat d'indianes per 5.000 lliures. El 1807, van ampliar la propietat amb l'adquisició en emfiteusi d'una altra peça de terra a Antoni de Pedrals i de Borràs.
Entre 1844 i 1846, Josep Sellés i Arumí va adquirir les instal·lacions als hereus dels antics socis, i entre aquest any i 1849 hi va fer construir una fàbrica de blanqueig, que fou arrendada a Josep Poch i Badal, associat amb Joan Prats i Vicenç Cuyàs sota la raó Josep Poch i Cia. El 1849, Sellès va ampliar la propietat amb l'adquisició d'una parcel·la a Gaietà de Cortada i d'Amat, baró de Maldà i Maldanell, i el 1852, els socis de Josep Poch van deixar la societat, quedant aquest com a únic llogater de la fàbrica.

### L'Aprestadora Espanyola
El 16 de novembre del 1853, la fàbrica i la maquinària foren adquirits per la societat anònima L'Aprestadora Española, autoritzada per Reial Decret de 28 de setembre d'aquell any, amb un capital de 6 milions de rals, distribuït en 6.000 accions de 2.000 rals cadascuna. El gerent era Agustí Feliu i Miralles, que tenia llogada la casa-fàbrica d'Andreu Balius al carrer de la Riereta de Barcelona. La fàbrica de l'Hospitalet va ser inaugurada el 17 de juliol del 1856, i tenia dues màquines de vapor de 50 CV cadascuna. L'any següent, tenien quatre màquines amb un total de 140 CV. Tenien estenedors a l'aire lliure i coberts i assecadors de les teles amb el vapor de la màquina. L'enllumenat era per gas, proporcionat per la Catalana, i al voltant del 1861 donava feina a 300 treballadors, essent la principal del ram a Barcelona.
L'anomenada «fam de cotó», ocasionada per la Guerra de Secessió americana, va perjudicar l'empresa, i el 1867, la junta d'accionistes modificà els estatuts per a preveure la possible dissolució de la societat, la qual es va acordar formalment el 1869. Al final d'aquest any, la subhasta dels terrenys, edificis i maquinària (incloses dues màquines de vapor de 40 CV cadascuna) havia quedat deserta per dues vegades, i van decidir vendre per separat els edificis i la maquinària. Finalment, el 1871 els primers foren venuts a Martí Rodés i Planas i la societat Marquès, Caralt i Cia (representada per Pelegrí Marquès i Riba) per 37.000 duros.

### Fàbrica de Martí Rodés
El 1855, es va constituir la societat Martí Rodés i Cia per a fabricar filats i teixits de cotó amb telers mecànics, dirigida pel fabricant Martí Rodés i Planas i establerta inicialment a la casa-fàbrica Estruch del carrer de la Reina Amàlia de Barcelona, però el 1863 van adquirir una altra fàbrica al carrer de les Carretes. A l'Hospitalet, Martí Rodés establí una fàbrica de filats i teixits de cotó, que a la seva mort el febrer del 1882 va passar a ser administrada pel seu cunyat Josep Clarella, ja que la seva filla i hereva Àngela era menor d'edat. L'1 d'octubre d'aquell any va ser arrasada per un incendi i fou reconstruïda, però el 7 de setembre del 1884 hi va explotar una caldera de blanqueig, amb el resultat d'un mort i dos ferits.

### Caralt, Marquès i Cia
El 1863, Pelegrí Marquès i Delmir de Caralt i Matheu van constituir la societat Marquès, Caralt i Cia, amb Pau Manich i Cabanellas com a soci comanditari. El 1869, li van comprar la seva participació amb pèrdues, i en el seu lloc s'hi incorporà Ignasi Sala i Tió, cunyat de Delmir de Caralt. El 1873, Caralt, Marquès i Cia hi establí una fàbrica destinada a la filatura i teixidura de cànem, coneguda popularment com «El Cànem». El 1889 tenia 650 treballadors i transformaven més d'1 milió de kg de cànem anuals, i la bona marxa del negoci va fer que el 1892 ampliés les instal·lacions.
Pelegrí Marquès morí el febrer del 1905, i la societat canviaria la seva denominació per Caralt i Cia, formada per Delmir de Caralt, el seu fill Josep de Caralt i Sala (que els succeí a la seva mort el 1914) i Josep Sala i Ardiz, fill d'Ignasi Sala i Tió. El 1911 es va constituir la societat Agència de productes Caralt-Pérez i Cia, juntament amb un altre fabricant, Enric Pérez i Germans, per a comercialitzar els productes d'ambdues. Aquesta es va dissoldre el 1916 i es va constituir la nova Caralt, Pérez i Cia. Finalment, el 1919, Caralt i Cia es va fusionar amb Enric Pérez i Germans com a Filatures Caralt-Pérez SA. L'any següent, l'empresa va adquirir una fàbrica de jute a Errenteria, amb un salt d'aigua a Oiartzun.

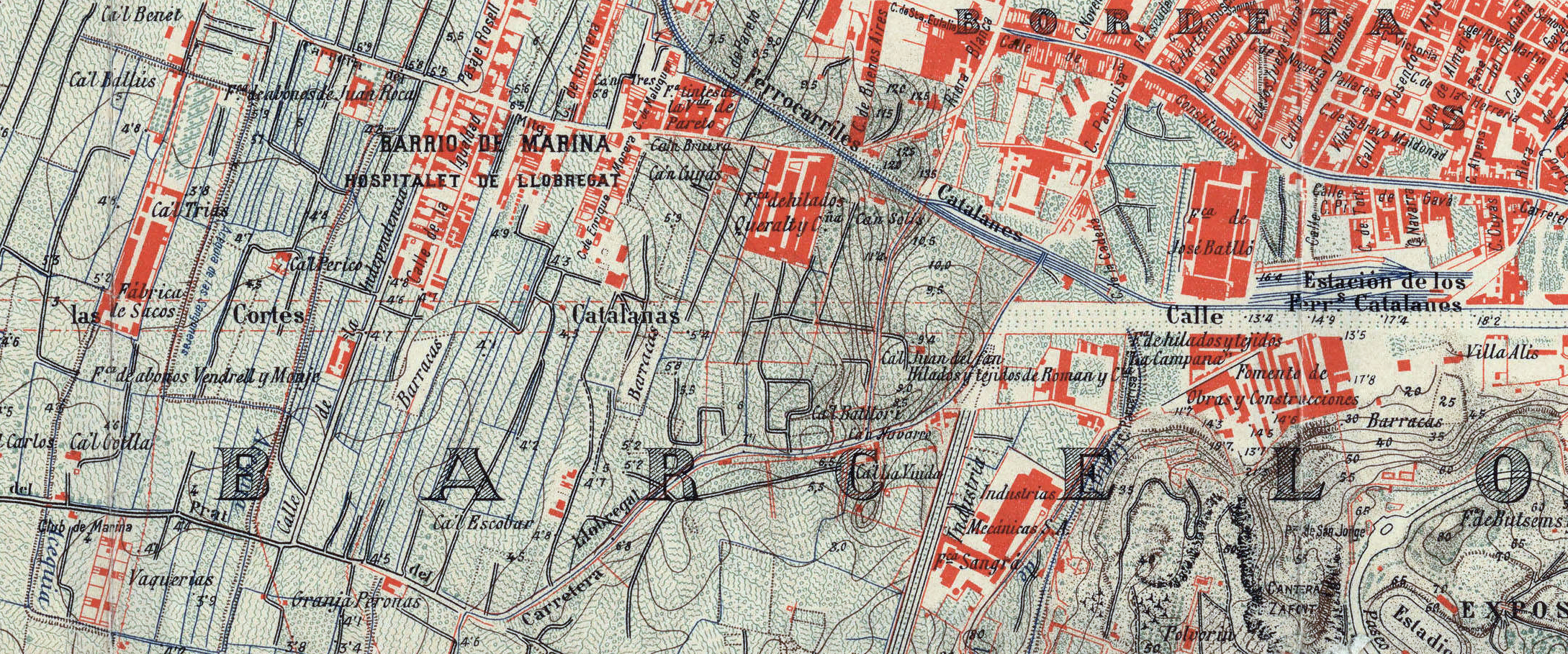
Plànol de la zona (1926) on es pot llegir «F^{ca} de hilados Queralt y C.^{ña}»

El novembre del 1921, un incendi a la fàbrica de l'Hospitalet va provocar ferides a nou treballadors. El 1931 tenien maquinària per fer a sacs, fusos de filar cànem i cotó, a més d'instal·lacions d’aprest i blanqueig de teixits, amb una plantilla de 550 persones. El juliol del 1936, amb l'esclat de la Guerra Civil, la gestió de la fàbrica passà a mans d'un Comitè de Control, encara que la col·lectivització no fou regulada fins al gener de l'any següent. Aleshores, tenia 590 treballadors i ocupava una superfície de 23.200 m², amb un camp de conreu annex de 36.051 m². Un cop acabada el conflicte, fou recuperada pes antics propietaris i es va fer un homenatge als assassinats a mans de les patrulles de control: Josep de Caralt (conseller), Rossend Moncunill (enginyer), Joan de Déu Espinosa (administrador), Francesc Pallarès (bidell) i Domènec Oliva (cap de secció).
Després del tancament de la fàbrica, els terrenys foren ocupats pels blocs de pisos de Gran Via Center i el parc de l'Alhambra.